# (2095) Parsifal
(2095) Parsifal ist ein Asteroid des Hauptgürtels, der am 24. September 1960 vom niederländischen Forscherteam Cornelis Johannes van Houten, Ingrid van Houten-Groeneveld und Tom Gehrels im Rahmen des Palomar-Leiden-Surveys entdeckt wurde.
Benannt ist der Asteroid nach dem Tafelritter Parzival, Hauptfigur in Richard Wagners Oper Parsifal.